# 加拿大紫荊
加拿大紫荊（学名：Cercis canadensis）是豆科紫荊屬的一種大型灌木或小喬木，原產於北美洲東部，從加拿大安大略省南部往南至美國佛羅里達州北部。因為原生於美國東部地區且具有紅色的花苞，在美國稱為Eastern Redbud（東部紫荊）。
其种加词“canadensis”意为“加拿大的”。

## 形態特徵

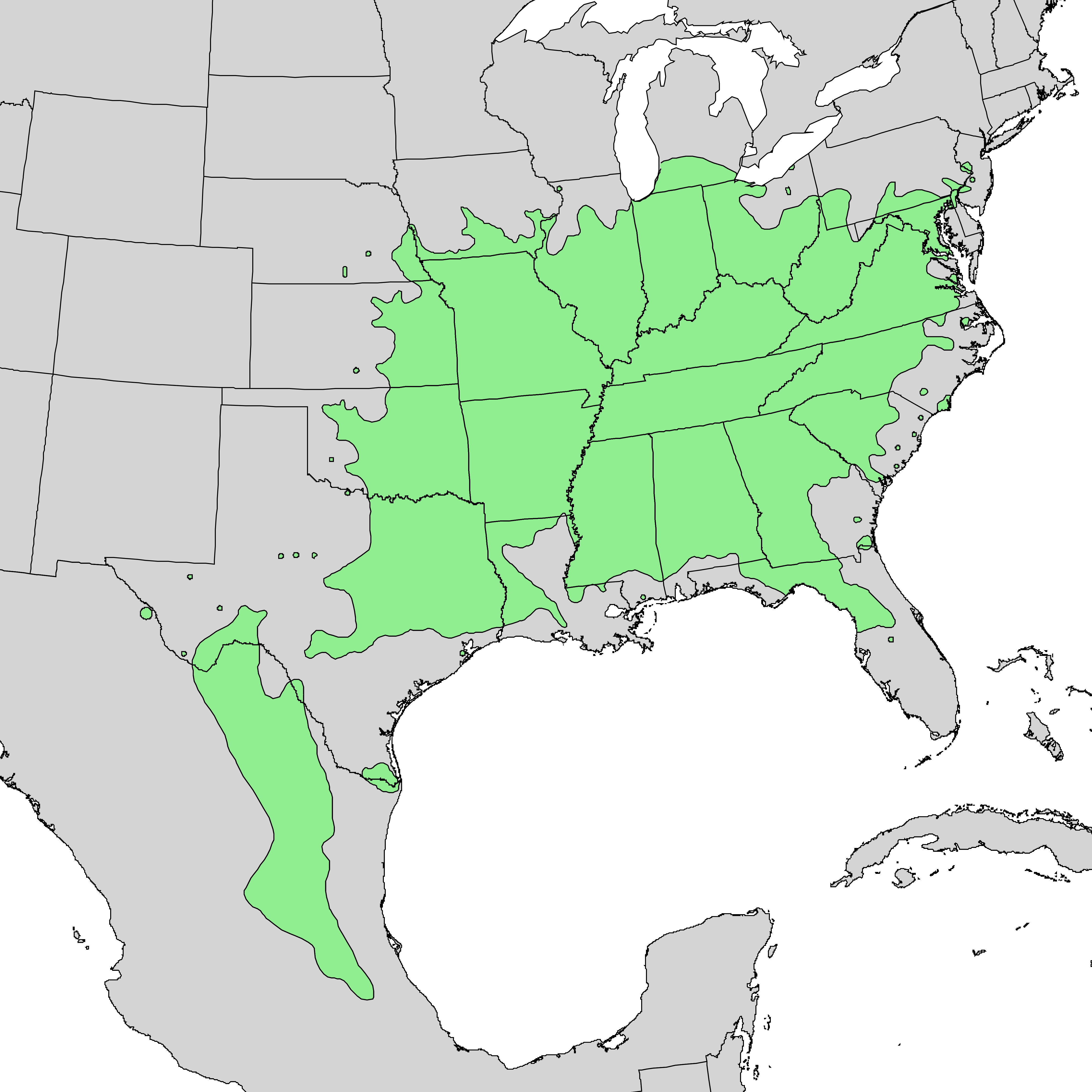
分佈圖

株高6－9公尺，樹冠寬8－10公尺，樹齡十年的樹大約可以長到5公尺高。樹皮紅褐色，裂開呈鱗片狀。樹枝細長，起初為亮褐色，後來變為暗褐色，枝上的皮孔顏色較淡呈斑點狀。冬芽細小，圓形，顏色為暗紅色至栗褐色。葉單葉，互生，葉心形，葉緣全緣。葉長及寬約7－12公分，葉薄，紙質，葉背略有毛。花色艶麗，淡至深紫粉紅色。花長1.5公分，三至五月開花，先開花後長葉。花由具有長舌的昆蟲——如藍莓蜂或木蜂——幫忙授粉，短舌的蜂類由於舌頭太短接觸不到蜜腺。果實為扁平狀的乾果，褐色。果莢似豌豆莢，長5－10公分。果莢內生有種子，種子褐色，扁橢圓形，種子長0.6公分，於八至十月時成熟。

## 用途
在野外，加拿大紫荊是混合林內常見的林下原生樹種。花色艷麗常種植作為一個園林觀賞樹木。葉子是某些鱗翅目昆蟲幼蟲的食草。

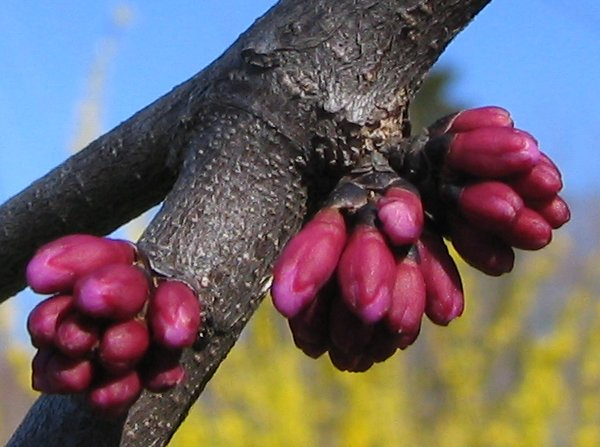
紅色的花苞

在阿巴拉契亞南部的某些地區，烹煮鹿肉或負鼠肉等野味時，會以加拿大紫荊的嫩枝作為調味料。正因為如此，在這些山區有時也稱加拿大紫荊為山胡椒樹（Spicewood tree）。
美洲原住民會食用加拿大紫荊的花及種子，花朶生吃或經煮過才吃，種子食用前會先烤過。花的提取物含有花青素，發育中的綠色種子含有原花青素，種子中含有亞麻酸，α-亞麻酸，油酸和棕櫚酸。

## 象徵
加拿大紫荊是美國奧克拉荷馬州的州樹。

## 外部連結
- Cercis canadensis（页面存档备份，存于） Large format diagnostic photographs and information. Morton Arboretum acc. 380-88-6 （加拿大紫荊資料）
- Cercis canadensis images at bioimages.vanderbilt.edu （加拿大紫荊圖像）
- NCRS: USDA Plants Profile: Cercis canadensis（页面存档备份，存于）（加拿大紫荊圖像及分佈圖）